# Гаманенко, Александр Иванович
Александр Иванович Гаманенко (8 января 1937 — 22 ноября 2022) — российский политический деятель. Депутат Государственной Думы третьего созыва (1999—2003).

## Биография
Окончил Кубанский сельскохозяйственный институт.
Трудовую деятельность начал рабочим-вальцовщиком на заводе обработки цветных металлов. С 1961 г. работал секретарем комитета ВЛКСМ, агрономом в колхозе им. Ленина.
В 1971—1999 годах — председатель колхоза «Советская Кубань» (Калининский район Краснодарского края).
Награждён двумя орденами Трудового Красного Знамени, орденом «Знак Почёта».
Являлся председателем Краснодарской краевой организации Аграрной партии России.
Скончался 22 ноября 2022 года.

### Депутат госдумы
19 декабря 1999 г. был избран депутатом Государственной Думы РФ третьего созыва по федеральному списку избирательного объединения КПРФ, входил в состав депутатской Аграрно-промышленной группы, был членом Комитета ГД по аграрным вопросам, членом Комиссии по проблемам устойчивого развития.